# Lempdes-sur-Allagnon
Lempdes-sur-Allagnon är en kommun i departementet Haute-Loire i regionen Auvergne-Rhône-Alpes i centrala Frankrike. Kommunen ligger i kantonen Auzon som tillhör arrondissementet Brioude. År 2022 hade Lempdes-sur-Allagnon 1 305 invånare.

## Befolkningsutveckling
Antalet invånare i kommunen Lempdes-sur-Allagnon
| Referens: INSEE |